# 约瑟夫·德孔布
约瑟夫·德孔布（法語：Joseph De Combe，1901年6月19日—1965年），比利时男子游泳、水球运动员。他曾代表比利时参加1924年、1928年和1936年夏季奥林匹克运动会，获得二枚银牌和一枚铜牌。